# 西雅茅斯 (麻薩諸塞州)
西雅茅斯（英語：West Yarmouth）是位於美國麻薩諸塞州巴恩斯特布爾縣的一個普查規定居民點。

## 人口
根據2020年美國人口普查的數據，西雅茅斯的面積為23.55平方千米，當中陸地面積為17.33平方千米，而水域面積為6.22平方千米。當地共有人口6278人，而人口密度為每平方千米266.58人。